# Fabiano Parisi
Fabiano Parisi (Solofra, Campania, Italia, 9 de noviembre de 2000) es un futbolista italiano. Juega de defensa y su equipo es la ACF Fiorentina de la Serie A.

## Trayectoria
Se unió a las inferiores del Benevento Calcio proveniente del amaterur Vigor Perconti. Fue cedido al U. S. Avellino 1912 para la temporada 2018-19 en la Serie D. Tras el ascenso del club a la Serie C, Parisi fichó con el Avellino.
El 22 de septiembre de 2020 firmó un contrato por tres años con el Empoli F. C. El club aseguró el ascenso a la Serie A en su primer año. En los otros dos, disputó 58 partidos y marcó dos goles en esta categoría antes de ser traspasado a la ACF Fiorentina en julio de 2023.

## Selección nacional
Es internacional con la selección sub-21 de Italia.

## Estadísticas
Actualizado al último partido disputado el 18 de mayo de 2025.
| Club                         | Div.          | Temporada     | Liga  | Liga  | Copas nacionales | Copas nacionales | Copas internacionales | Copas internacionales | Total | Total |
| Club                         | Div.          | Temporada     | Part. | Goles | Part.            | Goles            | Part.                 | Goles                 | Part. | Goles |
| ---------------------------- | ------------- | ------------- | ----- | ----- | ---------------- | ---------------- | --------------------- | --------------------- | ----- | ----- |
| U. S. Avellino 1912 · Italia | 4.ª           | 2018-19       | 41    | 0     | —                | —                | —                     | —                     | 41    | 0     |
| U. S. Avellino 1912 · Italia | 3.ª           | 2019-20       | 28    | 4     | 4                | 0                | —                     | —                     | 32    | 4     |
| U. S. Avellino 1912 · Italia | Total club    | Total club    | 69    | 4     | 4                | 0                | 0                     | 0                     | 73    | 4     |
| Empoli F. C. · Italia        | 2.ª           | 2020-21       | 20    | 1     | 2                | 0                | —                     | —                     | 22    | 1     |
| Empoli F. C. · Italia        | 1.ª           | 2021-22       | 25    | 0     | 0                | 0                | —                     | —                     | 25    | 0     |
| Empoli F. C. · Italia        | 1.ª           | 2022-23       | 33    | 2     | 1                | 0                | —                     | —                     | 34    | 2     |
| Empoli F. C. · Italia        | Total club    | Total club    | 78    | 3     | 3                | 0                | 0                     | 0                     | 81    | 3     |
| ACF Fiorentina · Italia      | 1.ª           | 2023-24       | 21    | 0     | 4                | 0                | 8                     | 0                     | 33    | 0     |
| ACF Fiorentina · Italia      | 1.ª           | 2024-25       | 26    | 2     | 1                | 0                | 13                    | 0                     | 40    | 2     |
| ACF Fiorentina · Italia      | Total club    | Total club    | 47    | 2     | 5                | 0                | 21                    | 0                     | 73    | 2     |
| Total carrera                | Total carrera | Total carrera | 194   | 9     | 12               | 0                | 21                    | 0                     | 227   | 9     |

## Palmarés

### Títulos nacionales
| Título  | Club         | País   | Año  |
| ------- | ------------ | ------ | ---- |
| Serie B | Empoli F. C. | Italia | 2021 |